# 화빈 윤씨
화빈 윤씨(和嬪 尹氏, 1765년 5월 19일(음력 4월 11일) ~ 1824년 2월 1일(1월 14일))는 조선의 제22대 왕 정조의 두 번째 간택 후궁이다. 삼간택을 거쳐 입궁하여 빈으로 책봉된 뒤에 가례를 행하였다. 본관은 남원(南原)이다.

## 생애

### 출생과 배경
판관 윤창윤(尹昌胤)의 딸이다.

### 후궁 간택
1780년(정조 4년) 2월 21일, 왕대비 정순왕후 김씨가 빈 간택을 청했다. 정조의 정비 효의왕후 김씨에게서 소생이 없고, 첫 번째 간택후궁 원빈 홍씨마저 간택된 지 1년이 안 되어 소생 없이 갑자기 졸하였다. 그래서 왕실의 후사를 잇기 위해 후궁 간택되었다.
간택 단자는 16세부터 18세까지 받으라고 하였다가 수효가 매우 적어 15세부터 19세로 대상을 더 받게 되었고, 초간택은 2월 26일이 2월 28일로 재간택은 2월 28일이 2월 30일로 삼간택은 2월 30일이 3월 9일로 다시 가려서 거행했다.
| “ | 가례(嘉禮)의 의절(儀節)을 품계(品階)가 있는 빈원(嬪媛)의 예(例)에 따르라고 명하였다. 하교하기를, "저저번 해는 명(明)나라의 전례(典禮)에 따라 황귀비(皇貴妃)의 예를 쓰고 황비(皇妃)의 예를 쓰지 않았다마는, 자전(慈殿)의 하교에 따라 애써 받드는 것일지라도 이번에는 그렇게 할 것 없으니, 품계가 있는 빈원에 예를 참고해서 하라." 하였다. | ” |
|   | — 정조, 《정조실록》정조 4년 2월 22일 신미 2번째기사 |   |

가례의 의절을 품계가 있는 정1품 빈의 예를 따르라고 명하였다는 하교는 조선왕조실록 일성록 이재난고 기록의 내용이 일치한다.

### 후궁 생활
1780년(정조 4년) 3월 10일 16세의 나이에 후궁 책봉되어 화빈(和嬪)의 빈호와 경수(慶壽)의 궁호를 받았다. 1780년(정조 4년) 3월 12일 예조가 화빈의 관례의 길일을 택하였는데, 3월 15일 오시(午時)였다.

### 상상임신
화빈 윤씨의 임신에 대한 최초의 기록은 《이재난고》(1780년 12월 8일)에 등장한다.
尹嬪當於正月 就舘設産室 則二月分娩之期明矣 或言 內人中又有受胎者 亦已多月
"윤빈(화빈 윤씨)가 임신하여 정월(1월)에 산실청이 설치될 예정이다. 즉 2월에 아기를 만나기를 기다리며 밝게 웃고 있다. 내인(의빈 성씨로 추정) 또한 이미 임신한 지 여러 달이 되었다."

이 기록에 따르면 1780년 12월 8일, 내인은 이미 임신한 지 여러 달이 되었으며 화빈 윤씨 또한 임신하여 정월(1월)에 산실청이 설치될 예정이라고 한다.
'2월에 아기를 만나기를 기다린다'는 부분으로 보아 해산 예정일은 1781년 2월이었던 것으로 보이는데, 해산 기록은 어디에도 없다.
유산한 것인지, 상상임신이었던 것인지, 황윤석이 해산 예정일을 잘못 안 것인지는 알 수 없다.
1781년(정조 5년) 음력 1월 17일 산실청(産室廳)이 설치되었다는 기록이 있다.
— "경수궁(慶壽宮 화빈 윤씨(和嬪尹氏))께서 대전광(大電光)이 에워싼 북두추성(北斗樞星)에 감응해 성자(聖子)를 잉태하여 회임(懷妊)하신 달이 이제 10여 개월이 되었으니, 실로 이에 피하거나 꺼릴 일이 있으면 큰 일이건 작은 일이건 간에 모두 혐의하여 피하고서 큰 경사를 기다려야 할 것입니다."

그로부터 10개월 뒤인 1781년(정조 5년) 음력 11월 2일 화빈의 해산을 기다리는 기록이 있으나, 출산을 했다는 기록은 없는 것으로 보아, 화빈은 아이를 생산하지 못했다.
尹嬪 過三十餘朔 産事無實
윤빈(화빈 윤씨)의 산실청은 30개월이 넘도록 아이를 생산하지 못했다.

1782년(정조 6년) 음력 9월 7일, 정조가 문효세자(의빈 성씨 소생)의 출생 당시 "비로소 아비라는 소리를 듣게 되었다."라고 표현한 것으로 보아 문효세자가 정조의 첫 아이임을 알 수 있다.
"비로소 아비라는 소리를 듣게 되었으니, 이것이 다행스럽다."

문효 세자(文孝世子)가 죽고 선왕의 춘추도 많으셨는데, 효의 왕후(孝懿王后)와 화빈(和嬪) 및 여러 후궁들에게 모두 소생이 없었다.— 김조순, 《순조실록》

선왕께서는 2남 2녀를 두셨는데, 의빈(宜嬪) 성씨(成氏)는 문효 세자(文孝世子)를 낳고 한 따님은 1년이 못되어 죽었다. 지금의 상전하(上殿下)와 숙선 옹주(叔善翁主)는 모두 수빈(綏嬪) 박씨(朴氏)가 낳았다.

이와 같은 기록으로 미루어 보건대 화빈은 상상임신을 했던 것으로 보인다. 실제로 1787년(정조 11년), 효의왕후가 상상임신했을 때도 1년 넘게 산실청이 유지되다가 철수된 바 있다. 정조는 화빈의 산실청과 관련해 조시위(화빈의 인척)와 이문덕을 귀양보냈다.

## 산실청
왕비가 임신하면 산실청을, 후궁이 임신하면 호산청을 설치한다. 화빈 윤씨는 후사를 잇기 위해 명문가에서 간택해 입궁하였으므로 특별히 산실청을 설치하였다. 보통 산실청이 해산 6일 뒤에 철수되는데 반해, 화빈 윤씨의 산실청은 아이를 낳지 못한 채 30여개월이나 지속되었다. 화빈 윤씨의 임신했을 때 일찍 산실청을 설치했음에도 해산을 하지 못한 실망감 때문인지, 정조는 화빈 이후 비빈들이 임신했을 때는 해산달이나 해산 당일에야 호산청과 산실청을 설치한다.

### 원빈 홍씨의 경우
정조의 간택후궁인 원빈 홍씨는 임신한 적이 없어 산실청을 설치하지 않았다.

### 화빈 윤씨의 경우(1781년 2월? 11월?)
화빈 윤씨의 임신에 관련된 첫 기록은 《이재난고》(1780년 12월 8일)이다. 여기에 따르면 해산 예정일은 1781년 2월이라고 한다. 하지만《일성록》에 따르면 해산 예정일은 1781년 11월이라고 한다. 화빈 윤씨가 두 번이나 상상임신한 것인지, 앞의 것은 유산이었던 것인지, 황윤석이 잘못 적은 것인지는 알 수 없다. 예정일이 2월이었다면 해산 한 달 전에 산실청을 설치한 것이며, 11월이었다면 임신하자마자 설치한 것이다.

### 의빈 성씨의 경우 (1782년,1784년,1786년)
정조의 유일한 궁녀 출신 승은후궁인 의빈 성씨가 문효세자와 옹주를 낳을 때는 두 번 모두 해산 당일에야 호산청을 설치하였다. 두 번 모두 해산 6일 뒤에 호산청을 철수되었다. 의빈 성씨가 셋째를 임신했을 때에 정조는 호산청을 설치하자는 신하의 청을 거절하고 해산달에 호산청을 설치하자고 하였다.

### 효의왕후 김씨의 경우 (상상임신)
정조의 정비 효의왕후가 1787년(정조 11년)에 상상임신하였을 때도 정조는 산실청을 설치하자는 신하의 청을 두 번이나 거절하고 해산달에야 산실청을 설치하였다. 이후 상상임신임이 드러나 1년 뒤인 1788년 음력 12월 30일 산실청이 철수되었다. 화빈 윤씨의 경우처럼 효의왕후도 상상임신이었지만 화빈과 다른 점이 화빈은 산실청을 철수한 기록이 어디에도 없는데 반해 효의왕후의 경우에는 상상임신이었지만 산실청을 철수한 기록이 실록에 있다.

### 수빈 박씨의 경우 (1790년,1793년)
정조의 마지막 간택후궁인 수빈 박씨가 조선 순조를 낳을 때도 해산 당일에야 산실청을 설치하였다. 숙선옹주를 낳을 때도 미리 설치하자는 신하의 청을 기다리도록 하라는 말로서 사실상 거절하며, 해산 당일에야 산실청을 설치하였다. 두 번 모두 해산 6일 뒤에 산실청이 철수되었다.

## 《이재난고》
조선 정조 대의 문신 이재 황윤석이 쓴 《이재난고》에 화빈 윤씨의 산실청과 관련된 기록 및 일화가 있다.
今番新揀擇 卽寧陵令尹昌胤女子也 再昨年洪嬪 則依大明集禮皇貴妃禮典 今則只依本朝內命婦之一品嬪例擧行
이번 새 간택에 영릉의 영으로 있는 윤창윤의 딸이 나갔다. 재작년에는 원빈 홍씨의 의대를 명나라의 예에 따라 황귀비의 예를 따랐다. 다만 이번에는 조선의 예법을 따라 내명부 정1품 빈의 예법으로 거행했다.

尹嬪 過三十餘朔 産事無實 而元子生 則産廳都提調徐命善等 猶請姑待尹氏産期 而不請元子定號 奉朝賀金尙喆 亟上疏 引春秋立庶以長之義 請元子定號 上意亦然
윤빈(화빈 윤씨)의 산실청은 30개월이 넘도록 아이를 생산하지 못했다. 원자(문효세자)가 태어났다. 그러나 윤씨의 산실청 때문에 원자 정호를 청하지 못하였다. 원자 정호를 청하자 임금(정조) 역시 그러했다.

和嬪尹氏 僭妬於中宮 喑詛於成嬪 因此得罪 自內嚴囚 方有降宮爲房之議
화빈 윤씨는 중궁(효의왕후)을 분수에 지나치게 질투했고 성빈(의빈 성씨)을 큰 소리로 부르짖으며 저주했다. 이로 인하여 죄를 얻었고 대궐 안에 엄히 가뒀다. 의논하여 대궐에 방을 내렸다.

## 《경수궁배위의절》
경수궁(慶壽宮) 화빈 윤씨(和嬪尹氏)의 행차 때 시중들거나 따르는 예절을 정하여 기록한 책.

## 죽음
정조의 아들인 순조 재위 중인 1824년(순조 24년) 음력 1월 14일에 60세의 나이로 졸하였다. 현재 경기도 고양시 서삼릉의 후궁 묘역에 묻혀있다.

## 가계

### 친정 (남원 윤씨)
- 친척 : 윤창렴(尹昌濂)
- 친척 : 윤창순(尹昌淳) - 용원부원군 윤자신 6대 족손.[32]
- 아버지 : 판관 윤창윤(尹昌胤)
- 어머니 : 벽진 이씨(碧珍 李氏) - 이훈보의 딸.
- 친척 : 남원 윤씨(1768~1801) - 가사 《명도자탄사》의 저자.[33]
- 인척 : 서명선(徐命善, 1728~1791) - 윤창윤의 고모할머니가 서명선의 숙모.
- 인척 : 조시위(趙時偉) - 아내가 남원 윤씨이다.[34]

### 왕가 (전주 이씨)
- 남편 : 정조(正祖, 1752~1800)
  - 자식 없음

## 화빈 윤씨가 등장한 작품
- 2007년~2008년 MBC 드라마 《이산》 - 유연지 (67회~72회)
- 2021년 MBC 드라마 《옷소매 붉은 끝동》 배우: 이서

## 관련 문화재
- 백자청화 칠보화훼문 사각병 - 서울특별시 유형문화재 제402호